# 15126 Brittanyanderson
15126 Brittanyanderson (2000 EA44) là một tiểu hành tinh vành đai chính được phát hiện ngày 8 tháng 3 năm 2000 Nhóm Nghiên cứu Thiên thạch gần Trái Đất thuộc phòng thí nghiệm Lincoln ở Socorro.